# جيم كينغ (لاعب كرة قاعدة)
جيم كينغ (بالإنجليزية: Jim King)‏ هو لاعب كرة قاعدة أمريكي، ولد في 27 أغسطس 1932 في الكينز في الولايات المتحدة، وتوفي في 23 فبراير 2015 في فايتفيل في الولايات المتحدة.

## وصلات خارجية
- جيم كينغ على موقعبيزبول رفرنس.كوم (الدوري الرئيسي) (الإنجليزية)
- جيم كينغ على موقعبيزبول رفرنس.كوم (الدوري الثانوي) (الإنجليزية)